# Coffee Stain Studios
Coffee Stain Studios AB ist ein schwedischer Spieleentwickler mit Sitz in Skövde. Das Unternehmen gehört zusammen mit dem Publisher Coffee Stain Publishing und weiteren Spielestudios zur Coffee Stain Holding, die wiederum zur schwedischen Embracer Group gehört. Bekannt ist das Unternehmen für das zunächst als Scherz geplante Spiel Goat Simulator, eine Simulation, in welcher der Spieler eine Ziege steuert. Für Goat Simulator 3 kümmert sich Coffee Stain North um die Leitung.
Coffee Stain Studios wurde im Jahr 2010 von einigen Studenten der Hochschule Skövde als Start-up-Unternehmen gegründet. Erstes Spiel des Studios war das simple Handyspiel I Love Strawberries.
Im Jahr 2018 wurde die Coffee Stain Holding und damit die Coffee Stain Studios von der schwedischen THQ Nordic AB (heute Embracer Group) übernommen.

## Veröffentlichungen
| Jahr                               | Titel               | Genre         | Publisher                                                  | Metascore |
| ---------------------------------- | ------------------- | ------------- | ---------------------------------------------------------- | --------- |
| 2010                               | I Love Strawberries |               | Atari (Erstrelease) Coffee Stain Studios (Re-Release 2014) |           |
| 2011                               | Sanctum             | Tower Defense | Coffee Stain Studios                                       | 70/100    |
| 2013                               | Sanctum 2           | Tower Defense | Coffee Stain Studios, Reverb Publishing                    | 77/100    |
| 2014                               | Goat Simulator      | Simulation    | Coffee Stain Studios, Double Eleven                        | 62/100    |
| 2019 (Early Access) 2024 (Release) | Satisfactory        | Aufbau        | Coffee Stain Publishing                                    | 91/100    |
| 2022                               | Goat Simulator 3    | Simulation    | Coffee Stain Studios                                       | 68/100    |